# Томас Харди
Томас Харди (на английски: Thomas Hardy) е английски писател, натуралист.

## Биография
Роден е в село Хайър Бокхамптън, енория Стинсфорд, Югозападен Дорсет през 1840 г. Починал е в Дорчестър през 1928 г.

## Творчество

### Романи
- Беднякът и госпожата (The Poor Man and the Lady) (1867, непубликуван)
- Отчаяни средства (Desperate Remedies) (1871)
- Под раззелененото дърво (Under the Greenwood Tree) (1872)
- A Pair of Blue Eyes (1873)
- Далеч от безумната тълпа (Far from the Madding Crowd) (1874)
- The Hand of Ethelberta (1876)
- The Return of the Native (1878)
- A Laodicean (1881)
- The Trumpet-Major (1880)
- Two on a Tower (1882)
- Кметът на Кастърбридж (The Mayor of Casterbridge) (1886)
- The Woodlanders (1887)
- Тес от рода д'Ърбървил (Tess of the d'Urbervilles) (1891)
- The Well-Beloved (1897)
- Невзрачният Джуд (Jude the Obscure) (1895)

### Разкази
- Alicia's Diary (1887)
- Wessex Tales (1888, сборник разкази)
- A Tragedy Of Two Ambitions (1888)
- A Group of Noble Dames (1891, сборник разкази)
- Life's Little Ironies (1894, сборник разкази)

### Поезия
- Уесекски поеми (Wessex Poems and Other Verses) (1898)
- Satires of Circumstance (1914)

### Драма
- Династиите, първа част (1904)
- Династиите, втора част (1906)
- Династиите, трета част (1908)